# Tajna inwazja (serial telewizyjny)
Tajna inwazja (oryg. Secret Invasion) – amerykański superbohaterski serial dramatyczny na podstawie historii o tym samym tytule z komiksów wydawnictwa Marvel Comics. Twórcą serialu był Kyle Bradstreet, który odpowiadał za scenariusz. Reżyserią zajął się Ali Selim. Główne role zagrali: Samuel L. Jackson, Ben Mendelsohn, Kingsley Ben-Adir, Charlayne Woodard, Killian Scott, Samuel Adewunmi, Christopher McDonald, Katie Finneran, Dermot Mulroney, Richard Dormer, Emilia Clarke, Olivia Colman i Don Cheadle, z gościnnym udziałem Cobie Smulders, Martina Freemana i O.T. Fagbenle’a.
Tajna inwazja jest częścią franczyzy Filmowego Uniwersum Marvela; należy do V Fazy tego uniwersum i stanowi część jej drugiego rozdziału zatytułowanego Saga Multiwersum. Tajna inwazja zadebiutowała 21 czerwca 2023 roku w serwisie Disney+.

## Obsada

### Główna
- Samuel L. Jackson jako Nick Fury, były dyrektor T.A.R.C.Z.Y.[2].
- Ben Mendelsohn jako Talos, przywódca zmiennokształtnej rasy Skrulli[3].
- Kingsley Ben-Adir jako Gravik, przywódca zbuntowanej grupy Skrulli[4][5].
- Charlayne Woodard jako Varra / Priscilla Fury, żona Nicka Fury’ego i Skrullka[6].
- Killian Scott jako Pagon, prawa ręka Gravika[7][6][8].
- Samuel Adewunmi jako Beto, świeżo zrekrutowany Skrull przez grupę rebeliantów[6][8].
- Christopher McDonald jako Chris Stearns, prezenter telewizyjnych wiadomości i Skrull[7][9][10].
- Katie Finneran jako Rosa Dalton, naukowiec pracująca dla Skrulli[11][9][12].
- Dermot Mulroney jako Ritson, prezydent Stanów Zjednoczonych[6][8].
- Richard Dormer jako Prescod, agent T.A.R.C.Z.Y., który odkrył plany Skrulli[6][8].
- Emilia Clarke jako G’iah, córka Talosa i Soren współpracująca ze zbuntowaną grupą Skrulli[13][14][15][8].
- Olivia Colman jako Sonya Falsworth, agentka MI6 i sojuszniczka Fury’ego[16][5][15].
- Don Cheadle jako Raava / James „Rhodey” Rhodes, Skrullka podszywająca się pod byłego oficera sił powietrznych armii Stanów Zjednoczonych wyposażonego w zbroję War Machine[17]. Nisha Aaliya zagrała Raavę w prawdziwej formie[18]. Cheadle zagrał również prawdziwego Rhodesa[19].
- Cobie Smulders[a] jako Maria Hill, była agentka T.A.R.C.Z.Y., która blisko współpracuje z Furym[20].
- Martin Freeman[a] jako Everett K. Ross, były agent CIA i były członek grupy ds. wspólnego zwalczania terroryzmu[21]. Freeman zagrał również Skrulla podszywającego się pod Rossa[6][8][19].
- O.T. Fagbenle[a] jako Rick Mason, były współpracownik Fury’ego z czasów istnienia T.A.R.C.Z.Y.[22]

### Drugoplanowa
- Irmena Cziczikowa jako Kreega, Skrullka, która należy do zbuntowanej grupy Gravika[23].
- Mark Lewis jako Zirksu, Skrull należący do zbuntowanej grupy Gravika[23].
- Mark Bazeley jako Victor Dalton, mąż Rosy Dalton, pod którego podszywał się Skrull[22].
- Tony Curran jako Derrik Weatherby, dyrektor MI6, pod którego podszywa się Skrull[22].
- Giampiero Judica jako Sergio Caspani, Sekretarz Generalny NATO, który jest Skrullem i zasiada w radzie Skrulli[9][10].
- Anna Madeley jako Pamela Lawton, Premier Wielkiej Brytanii, która jest Skrullką i zasiada w radzie Skrulli[9][10].

### Gościnna
- Juliet Stevenson jako Elizabeth Hill, matka Marii[24][9].
- Charlotte Baker i Kate Braithwaite jako Soren, zmarła żona Talosa. We wcześniejszych produkcjach Soren zagrała Sharon Blynn. Baker zagrała postać w ludzkiej formie, natomiast Braithwaite – Skrullkę[9].
- Saverio Buono jako Premier Włoch, który jest Skrullem i zasiada w radzie Skrulli[9][10].
- Seeta Indrani jako Shirley Sagar, członek rady Skrulli[9][10].
- Christopher Goh jako Jack Hyuk-Bin, członek rady Skrulli[10].
- Ben Peel jako Brogan, Skrull torturowany przez Falsworth[12].

## Emisja
Tajna inwazja zadebiutowała 21 czerwca 2023 roku serwisie Disney+. Całość składa się z 6 odcinków.

## Lista odcinków
| Nr | Tytuł        | Tytuł polski | Reżyseria | Scenariusz                    | Premiera (Disney+) | Premiera w Polsce (Disney+) |
| -- | ------------ | ------------ | --------- | ----------------------------- | ------------------ | --------------------------- |
| 1  | Resurrection | Odrodzenie   | Ali Selim | Kyle Bradstreet Brian Tucker  | 21 czerwca 2023    | 21 czerwca 2023             |
| 2  | Promises     | Obietnice    | Ali Selim | Brant Englestein Brian Tucker | 28 czerwca 2023    | 28 czerwca 2023             |
| 3  | Betrayed     | Zdrada       | Ali Selim | Roxanne Paredes Brian Tucker  | 5 lipca 2023       | 5 lipca 2023                |
| 4  | Beloved      | Miłość       | Ali Selim | Brian Tucker                  | 12 lipca 2023      | 12 lipca 2023               |
| 5  | Harvest      | Serum        | Ali Selim | Michael Bhim Brian Tucker     | 19 lipca 2023      | 19 lipca 2023               |
| 6  | Home         | Dom          | Ali Selim | Kyle Bradstreet Brian Tucker  | 26 lipca 2023      | 26 lipca 2023               |

## Produkcja

### Rozwój projektu

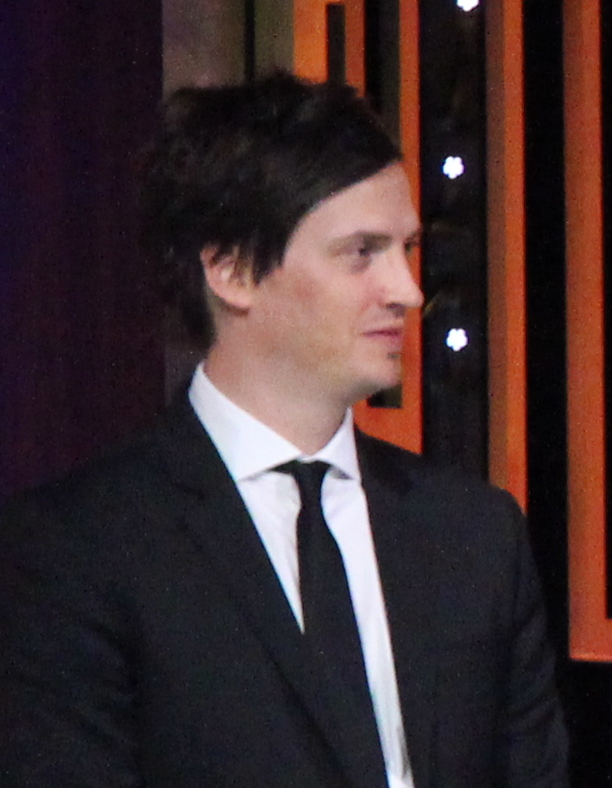
Kyle Bradstreet, twórca i główny scenarzysta serialu

We wrześniu 2005 roku Avi Arad poinformował, że produkcja o Nicku Furym jest jedną z planowanych przez nowo powstałe Marvel Studios. Za dystrybucję miało odpowiadać Paramount Pictures. W 2006 roku Andrew W. Marlowe został zatrudniony do napisania scenariusza do filmu.
We wrześniu 2018 roku ujawniono, że Marvel Studios pracuje nad kilkoma limitowanymi serialami na potrzebę serwisu Disney+, które skoncentrowane mają być wokół postaci drugoplanowych z filmów Filmowego Uniwersum Marvela. Aktorzy z filmów mieli powtórzyć swoje role w tych serialach. Każdy z seriali przewidziany został na 6 do 8 odcinków z budżetem porównywalnym dla produkcji filmowych studia. Kevin Feige miał odpowiadać za te seriale podobnie jak w przypadku filmów, których jest producentem. We wrześniu 2020 roku ujawniono, że serial, w którym ma pojawić się Nick Fury jest w trakcie rozwoju, a Kyle Bradstreet został zatrudniony jako główny jego scenarzysta. W grudniu, podczas Disney Investor Day, Feige zapowiedział oficjalnie serial Secret Invasion jako część Fazy IV. W maju poinformowano, że reżyserią serialu zajmą się Thomas Bezucha i Ali Selim. W lipcu 2022 roku wyjawiono, że serial będzie jednak częścią V Fazy i będzie należał do Sagi Multiwersum. Ostatecznie Selim sam wyreżyserował wszystkie odcinki serialu. Producentami wyonawczymi zostali: Feige, Selim, Bradstreet, Jonathan Schwartz, Louis D’Esposito, Victoria Alonso, Brad Winderbaum, Samuel L. Jackson i Brian Tucker.

### Casting
We wrześniu 2020 roku poinformowano, że Samuel L. Jackson powróci w głównej roli w serialu jako Nick Fury. W grudniu ujawniono, że dołączy do niego Ben Mendelsohn jako Talos. W marcu 2021 roku ujawniono, że Kingsley Ben-Adir zagra złoczyńcę. Natomiast w kwietniu do obsady dołączyły Olivia Colman i Emilia Clarke. W maju poinformowano, że w serialu wystąpią Killian Scott i Christopher McDonald. W grudniu ujawniono, że Cobie Smulders zagra ponownie Marię Hill.
W marcu 2022 roku poinformowano, że Martin Freeman i Don Cheadle powtórzą role Everetta K. Rossa i Jamesa Rhodesa.

### Zdjęcia
Zdjęcia do serialu rozpoczęły się 1 września 2021 roku w Londynie w Wielkiej Brytanii pod roboczym tytułem Jambalaya. Były one realizowane również w innych krajach Europy. Za zdjęcia odpowiada Sylvaine Dufaux, a scenografię przygotował Frank Walsh. Główne zdjęcia zakończyły się 25 kwietnia 2022 roku.

## Promocja
12 listopada 2021 roku podczas Disney+ Day pokazano pierwszy fragment serialu. Kolejne fragmenty zaprezentowano publiczności San Diego Comic Conu w lipcu 2022 roku. 10 września podczas konwentu D23 Expo zaprezentowano pierwszy zwiastun serialu. 2 kwietnia 2023 roku pojawił się drugi zwiastun.

## Odbiór

### Krytyka w mediach
Serial spotkał się z mieszaną reakcją krytyków. W serwisie Rotten Tomatoes 54% ze 196 recenzji uznano za pozytywne, a średnia ocen wystawionych na ich podstawie wyniosła 6,1/10. Na portalu Metacritic średnia ważona ocen z 24 recenzji wyniosła 63 punkty na 100.

### Nominacje
| Rok  | Ceremonia              | Kategoria                                                                  | Nominowani        | Rezultat  | Przypis |
| ---- | ---------------------- | -------------------------------------------------------------------------- | ----------------- | --------- | ------- |
| 2024 | Saturn Awards          | Najlepsza serial telewizyjny o superbohaterach                             | Tajna inwazaja    | Nominacja | [ 47 ]  |
| 2024 | NAACP Image Awards     | Najlepszy aktor w filmie telewizyjnym lub serialu limitowanym              | Samuel L. Jackson | Nominacja | [ 48 ]  |
| 2024 | NAACP Image Awards     | Najlepszy aktor drugoplanowy w filmie telewizyjnym lub serialu limitowanym | Don Cheadle       | Nominacja | [ 48 ]  |
| 2024 | People’s Choice Awards | Ulubiony serial fantastycznonaukowy / fantasy                              | Tajna inwazaja    | Nominacja | [ 49 ]  |
| 2024 | People’s Choice Awards | Ulubiony aktor telewizyjny                                                 | Samuel L. Jackson | Nominacja | [ 49 ]  |